# Dremelspitze
Dremelspitze – szczyt w Alpach Lechtalskich, części Północnych Alp Wapiennych. Leży w Austrii w kraju związkowym Tyrol. Szczyt można zdobyć ze schronisk Steinseehütte (2061 m) i Hanauer Hütte (1922 m). Sąsiaduje z Große Schlenkerspitze.
Pierwszego wejścia w 1864 r. dokonali Joseph Anton Specht i Franz Pöll.